# Septimius
Septimius vagy Septiminus római trónbitorló, aki magát 271-ben, Dalmatia provinciában császárrá kiáltotta ki, Aurelianus uralkodása alatt. A gótokra támaszkodott, ám lázadása hamar elcsitult, amikor a gót invázió abbamaradt, és a gótok visszavonultak a Duna mögé. Semtimiust saját katonái ölték meg 271-ben.

## Külső hivatkozások
- "Aurelianus", De Imperatoribus Romanis weboldalon

| Előző uralkodó: Aurelianus | Római császár 271 trónbitorló | Következő uralkodó: Aurelianus |